# 马克·普维利
马克·普维利·帕热斯（2003年6月20日—），生于加泰羅尼亞塔拉薩，西班牙男子足球运动员，场上位置是右后卫，現效力於西甲球隊馬德里體育會。2024年夏季奥林匹克运动会男子金牌得主。